# دایتو ریو آیکی جوجوتسو
دایتوریو آیکی جوجوتسو (ژاپنی:大東流 合気柔術)  یک هنر رزمی ژاپنی است و یک سبک از جوجوتسو است که به دست سوکاکو تاکدا بنیان نهاده شده‌است.
به گواهی سخنانی که سینه به سینه گشته است، دایتو ریو آیکی جوجوتسو ریشه در قرن یازدهم دارد. این سبک از جوجوتسو شاید نهصد سال پیش و به دست یک سامورایی که در قلمروی تاکدا می‌زیست، به نام میناموتو نو یوشیمیتسو بنیان نهاده شده است. مدرک تاریخی قابل تکیه‌ای این سخن را تایید نمی‌کند، به همین خاطر سوکاکو تاکدا را بنیان گذار یا زنده کنندۀ دایتو ریو آیکی جوجوتسو می‎‎نامند. سوکاکو تاکدا دایتو ریو جوجوتسو را در خاندان خویش آموخت و سپس با آموخته‌های سبک اوشیکی یوچی که از سایگو تانامو آموخته بود در هم آمیخت و پایه‌ی دایتو ریو آیکی جوجوتسو را پدید آورد. سوکاکو تاکدا همواره در ژاپن سفر می‌کرد و به هر کسی که به سمینارهایش می‌آمد، آموزش می‌داد. او شاگردان بسیاری داشت که از شناخته شده‌ترین ایشان، موریهه اوشیبا بنیان‌گذار آی‌کی‌دو،چویی یونگ سول، بنیان گذار هاپکیدو هستند.
بیشتر تکنیک‌های هاپکیدو از این سبک از جوجوتسو کپی‌برداری شده و تقریبا همگی آموزه‌های آی‌کی‌دو از این سبک آموخته شده‌اند. به گفته‌ی کوندو کاتسویوکی سومین استاد بزرگ سبک دایتو ریو آیکی جوجوتسو: شاگردان سوکاکو تاکدا درباره‌ی او می‌گفتند که وی هیچ‌گاه یک تکنیک را دو بار آموزش نمی‎داد. اما در ادامه می‌افزاید که این سخن به معنای ظاهری‌اش نیست و معنی آن این است که او هیچ گاه درباره‌ی ریزه کاری‌های تکنیک‌های دایتو ریو سخن نمی‌گفت؛ تا از دزدیده شدن عصاره‌ی آموزه‌هایش به دست شاگردانش جلوگیری کند. به این روش هر کدام از شاگردان با برداشت شخصی خود، این تکنیک‌ها را به دیگران می‌آموختند.
به گفتۀ کوندو کاتسویوکی واژه‌ی آیکی به معنای گرداندن و چرخاندن نیرو‌ی هماورد (حریف) در لحظه‌ی تماس است. سه سبک اصلی دایتو ریو آیکی جوجوتسو عبارتند از: جوجوتسو (سخت)، آیکی نو جوتسو (نرم)، و آیکی جوجوتسو (سخت/نرم). دایتو ریو آیکی جوجوتسو، همانند دیگر سبک‌های جوجوتسو، به پرتاب‌ها و خردکردن مفاصل برای شکست دادن یا زخمی کردن یک یا چند هماورد شناخته شده است. همانند دیگر سبک‌های جوجوتسو، دایتو ریو نیز با برای بازکردن فضا برای اجرای تکنیک از  آتمی وازا (Atemi Waza فنون مربوط به ضربات دست و پا به حریف) استفاده می‌کند و آتمی یکی از بخش‌های مهم دایتو ریو است.

## تاریخچه

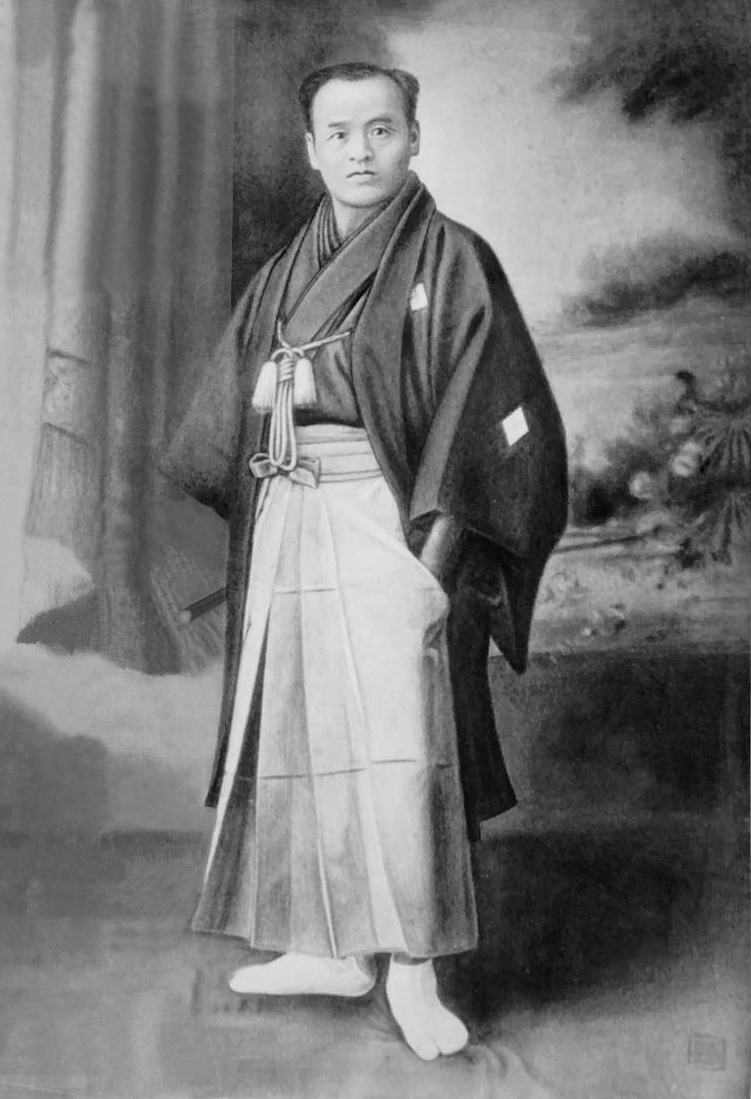
سوکاکو تاکدا

پس از مرگ شینگِن، ارباب بزرگ خاندان تاکدا، در سال ۱۵۷۳ کونیتسوگو یکی دیگر از بزرگان این خاندان به استان آیزو رفت و دایتو ریو جوجوتسو را در آنجا به‌طور انحصاری توسعه داد. تا اینکه پس از سال ۱۸۶۸ سیستم فئودالی در ژاپن شکسته شد و سبک‌ها به بیرون از خاندان نیز آموزش داده می‌شد. تاکدا سوکاکو این سبک را در خاندان خود آموخت و با آموزه‌های اوشیکی یوچی در هم آمیخت و پایه‌های دایتو ریو آیکی جوجوتسو را پدید آورد. نخستین بار سوکاکو تاکدا نام «دایتو ریو آیکی جوجوتسو» را بر روی این هنر رزمی قرار داد و شاگردان بسیاری را آموزش داد.
سوکاکو تاکدا از آغاز قرن بیستم تا زمان مرگش در سال ۱۹۴۳ دایتو ریو را آموزش داد. دو تن از شاگردان وی موریهِه اوشیبا (بنیان‌گذار آی‌کی‌دو) و یانگ سول چوی (بنیانگذار هاپکیدو) بودند. از دیگر استادان برجسته آیکی جوجوتسو هیسا تاکوما، موری هاکارو، کودو هوریکاوا، توکیمونه تاکدا (پسر تاکدای بزرگ)، کُندو کاتسویوکی و سایگو اوکاموتو هستند که پیشروترین آموزگاران این هنر رزمی به شمار می‌روند. دایتو ریو آیکی جوجوتسو چهار سطح شُدِن (پایین‌ترین سطح)، چودن (سطح پیشرفته)، اکودن (بالاترین سطح) و هایدِن (فنون سری) دارد. در پایین‌ترین سطح اوکِمی‌ها (افتادن و غلتیدن)، تای ساباکی (حرکت بدن)، ته ساباکی و آشی ساباکی (جابجایی دست‌ها و پاها) آموزش داده می‌شوند. در سطوح بعدی تکنیک‌های پایه‌ای و ترکیبیِ پیچیده شامل قفل مفصل و پرتاب همراه با جابه‌جایی‌های خطی و دورانی آموزش داده می‌شوند. آیکی جوجوتسو زیر سبک‌های متنوعی دارد که توسط مدارس مختلف تدریس می‌شوند. یکی از معروف‌ترین آن‌ها دایتو ریو آیکی جوجوتسو است که میراث سوکاکو تاکدا می‌باشد و اکنون توسط کاتسویوکی کُندو در توکیوی ژاپن تدریس می‌شود.